# Canton de Lille-3
Le canton de Lille-3 est une circonscription électorale française du département du Nord créée par le décret du 17 février 2014. Il tient lieu de circonscription d'élection des conseillers départementaux et entre en vigueur lors des élections départementales de 2015.

## Histoire
Un nouveau découpage territorial du département du Nord entre en vigueur à l'occasion des premières élections départementales suivant le décret du 17 février 2014. Les conseillers départementaux sont, à compter de ces élections, élus au scrutin majoritaire binominal mixte. Les électeurs de chaque canton élisent au Conseil départemental, nouvelle appellation du Conseil général, deux membres de sexe différent, qui se présentent en binôme de candidats. Les conseillers départementaux sont élus pour 6 ans au scrutin binominal majoritaire à deux tours, l'accès au second tour nécessitant 12,5 % des inscrits au 1er tour. En outre la totalité des conseillers départementaux est renouvelée. Ce nouveau mode de scrutin nécessite un redécoupage des cantons dont le nombre est divisé par deux avec arrondi à l'unité impaire supérieure si ce nombre n'est pas entier impair, assorti de conditions de seuils minimaux. Dans le Nord, le nombre de cantons passe ainsi de 79 à 41.
Le canton de Lille-3 reprend les contours de l'ancien canton de Lille-Est ainsi qu'une partie de l'ancien canton de Lille-Nord-Est. Il est entièrement inclus dans l'arrondissement de Lille. Le bureau centralisateur est situé à Lille.

## Représentation
| Période élective | Période élective | Mandat | Mandat           | Identité          | Nuance | Nuance | Qualité |
| ---------------- | ---------------- | ------ | ---------------- | ----------------- | ------ | ------ | --- |
| 2015             | 2021             | 2015   | 2021             | Alexandra Lechner |        | PS     | Professeure des écoles Maire adjointe de Lille Présidente du conseil de quartier Saint-Maurice-Pellevoisin Ancienne conseillère générale du Canton de Lille-Nord-Est (2011-2015) |
| 2015             | 2021             | 2015   | 2017 (démission) | Frédéric Marchand |        | LREM   | Chef d'entreprise Sénateur du Nord LREM depuis 2017 Ancien Maire de la commune associée d'Hellemmes                                                                              |
| 2015             | 2021             | 2017   | 2021             | Sébastien Duhem   |        | PS     | Ancien collaborateur d'élus Adjoint au Maire de Lille Président du conseil de quartier de Fives                                                                                  |
| 2021             | 2028             | 2021   | en cours         | Simon Jamelin     |        | EELV   | Enseignant, conseiller municipal d'Hellemmes |
| 2021             | 2028             | 2021   | en cours         | Céline Scavennec  |        | EELV   | Cheffe d'entreprise, Mons-en-Barœul |

### Résultats détaillés

#### Élections de mars 2015
À l'issue du 1er tour des élections départementales de 2015, deux binômes sont en ballottage : Alexandra Lechner et Frédéric Marchand (PS, 32,83 %) et Monique Baudoin et Franck Declercq (FN, 25,88 %). Le taux de participation est de 43,06 % (17 343 votants sur 40 278 inscrits) contre 46,81 % au niveau départemental et 50,17 % au niveau national.
Au second tour, Alexandra Lechner et Frédéric Marchand (PS) sont élus avec 66,55 % des suffrages exprimés et un taux de participation de 42,82 % (10 413 voix pour 17 250 votants et 40 282 inscrits).
Ancien membre du PS, Frédéric Marchand a rejoint LREM.

#### Élections de juin 2021
Le premier tour des élections départementales de 2021 est marqué par un très faible taux de participation (33,26 % au niveau national). Dans le canton de Lille-3, ce taux de participation est de 29,72 % (12 122 votants sur 40 791 inscrits) contre 30,39 % au niveau départemental. À l'issue de ce premier tour, deux binômes sont en ballottage : Simon Jamelin et Céline Scavennec (binôme écologiste, 28,88 %) et Sébastien Duhem et Alexandra Lechner (PS, 23,16 %).
Le second tour des élections est marqué une nouvelle fois par une abstention massive équivalente au premier tour. Les taux de participation sont de 34,36 % au niveau national, 31,01 % dans le département et 30,11 % dans le canton de Lille-3. Simon Jamelin et Céline Scavennec (binôme écologiste) sont élus avec 54,19 % des suffrages exprimés (5 846 voix pour 12 288 votants et 40 815 inscrits),,.

## Composition
| Nom                           | Code Insee | Intercommunalité              | Superficie (km2) | Population (dernière pop. légale)                 | Densité (hab./km2) | Modifier                                    |
| ----------------------------- | ---------- | ----------------------------- | ---------------- | ------------------------------------------------- | ------------------ | ------------------------------------------- |
| Lille (bureau centralisateur) | 59350      | Métropole européenne de Lille | 34,83            | Fraction : 50 156 (2022) Commune : 238 695 (2022) | 6 853              | modifier les données · modifier les données |
| Mons-en-Barœul                | 59410      | Métropole européenne de Lille | 2,88             | 21 368 (2022)                                     | 7 419              | modifier les données · modifier les données |
| Canton de Lille-3             | 5925       |                               |                  | 71 524 (2022)                                     |                    | modifier les données                        |

Le canton de Lille-3 comprend :
1. Une commune entière ;
2. La partie de la commune de Lille située au sud et à l'est d'une ligne définie par l'axe des voies et limites suivantes : depuis la limite territoriale de la commune de Mons-en-Barœul, pont Thiers, rue Jules-Vallès, rue Saint-Luc, rue Le Verrier, rue Gassendi, rue du Bois, rue du Ballon, limite territoriale de la commune de La Madeleine, boulevard Louis-Pasteur, pont de Flandres, rue Javary, rue du Cheminot-Coquelin, boulevard du Président-Hoover, boulevard Paul-Painlevé, ligne droite dans le prolongement du boulevard Paul-Painlevé, voie rapide urbaine, autoroute A 25, jusqu'à la limite territoriale de la commune de Ronchin. Cette partie comprend l'ancienne commune d'Hellemmes qui est associée à Lille.

## Démographie
En 2022, le canton comptait 71 524 habitants, en évolution de +0,44 % par rapport à 2016 (Nord : +0,51 %, France hors Mayotte : +2,11 %).
| 2013   | 2018   | 2022   |
| ------ | ------ | ------ |
| 71 858 | 71 312 | 71 524 |